# Cantón de Cadalen
El cantón de Cadalen era una división administrativa francesa, que estaba situada en el departamento de Tarn y la región de Mediodía-Pirineos.

## Composición
El cantón estaba formado por siete comunas:
- Aussac
- Cadalen
- Fénols
- Florentin
- Labessière-Candeil
- Lasgraisses
- Técou

## Supresión del cantón de Cadalen
En aplicación del Decreto n.º 2014-170 de 17 de febrero de 2014, el cantón de Cadalen fue suprimido el 22 de marzo de 2015 y sus 7 comunas pasaron a formar parte del nuevo cantón de Las Dos Riberas.